# Tetrastemma roseocephalum
Tetrastemma roseocephalum är en djurart som tillhör fylumet slemmaskar, och som först beskrevs av Yuichi Yamaoka 1947.  Tetrastemma roseocephalum ingår i släktet Tetrastemma och familjen Tetrastemmatidae. Inga underarter finns listade i Catalogue of Life.